# Sulcarius nigricornis
Sulcarius nigricornis là một loài tò vò trong họ Ichneumonidae.